# Jörgen Blom
Jörgen Blom, född 5 mars 1933, död 2013var journalist och kåsör på tidningen Aftonbladet. Han gjorde bland annat en research (1980) om adjunkten Björn Sjöberg, som han menade kan ha varit samma person som gick under pseudonymen Bo Balderson. Blom var riksredaktör för Aftonbladet i Jönköping och Örebro på 1950-talet, 1961 flyttade han till redaktionen i Stockholm. Han arbetade också några år på tidningen  Se.